# Маравич, Пит
Питер Пресс Маравич (англ. Peter Press Maravich; 22 июня 1947, Аликвиппа, штат Пенсильвания, США — 5 января 1988, Пасадина, штат Калифорния, США), известный под прозвищем Пистолет Пит, американский профессиональный баскетболист. Он играл за три команды НБА, пока травмы не вынудили его завершить карьеру в 1980 году. Он является лучшим бомбардиром NCAA (Национальная ассоциация студенческого спорта) первого дивизиона, набрав 3667 очков и в среднем 44,2 очка за игру. Все его достижения были достигнуты всего за 3 студенческих сезона и до введения трехочковой линии.Маравич был назван одним из самых молодых игроков, когда-либо включенных в Зал славы баскетбола. Он участвовал в пяти Матчах всех звёзд НБА и четыре раза был включён в состав сборной всех звёзд НБА. Так же, он входит в список 50 величайших игроков в истории НБА с 1996 года. В апреле 2010 года игрок Зала славы, Джон Хавличек, сказал, что «лучшим мастером на все времена был Пит Маравич». Маравич внезапно скончался в возрасте 40 лет во время игры в 1988 году, вследствие ранее не выявленного врожденного дефекта сердца.

## Ранние годы
Пит Маравич родился в семье баскетбольного тренера Петара «Пресс» Маравича (1915—1987) и Елены Гравор Маравич (1925—1974) в Аликвиппе, город в округе Бивер, на западе Пенсильвании, недалеко от Питсбурга. Маравич поразил семью и друзей своими баскетбольными способностями еще в раннем возрасте. Требовательное отношение отца к сыну мотивировало Пита к достижениям и славе в спорте. Отец Маравича был сыном сербских иммигрантов и бывшим профессиональным игроком, ставший тренером. Он начал показывать ему основы, начиная с семи лет. Маравич, как одержимый, часами отрабатывал трюки с мячом, пасы, ложные замахи и броски с дальней дистанции. Маравич играл в школьной команде средней школы Дэниел в Южной Каролина. В 1963 году его отец покинул пост главного тренера по баскетболу в университете Клемсона и присоединился к тренерскому штабу в университете штата Северная Каролина. Последующий переезд семьи Маравич в Роли, штат Северная Каролина, позволил Питу посещать среднюю школу им. Нидхэма Б. Бротона. Его известное прозвище было рождено как раз в школьные годы, из-за манеры бросать мяч сбоку, словно доставая пистолет из кармана. Прозвище настолько плотно вошло в обиход баскетбольной культуры, что Маравич мог спокойно выйти на площадку в форме с надписью «Пистол», что в переводе с английского означает «Пистолет». Маравич является самым ярким примером нанесения на форму не фамилии, а прозвища.
Он окончил среднюю школу им. Нидхэма Б. Бротона в 1965 году, а затем поступил в Военный институт Эдвардса, где набирал в среднем 33 очка за игру. Пит никогда не любил школу и не любил Военный институт Эдвардса. Было известно, что «Пресс» Маравич очень оберегал Пита от любых проблем, которые могли возникнуть в подростковом возрасте, а также угрожал застрелить его из ружья 45 калибра, если он выпьет или попадет в беду. Маравич был 6 футов 4 дюйма в средней школе и собирался играть в колледже, когда его отец занял тренерскую должность в университете штата Луизиана.

## Карьера в колледже
В то время правила NCAA запрещали студентам первого курса играть на университетском уровне, что заставляло Маравича играть в команде новичков. В первой игре против Колледжа Юго-Восточной Луизианы, Маравич набрал 50 очков, сделал 14 подборов и 11 передач.
Всего за три года в университетской команде Луизианского университета (и под руководством своего отца), Маравич набрал 3667 очков — 1138 из них в 1967-68, 1148 в 1968-69 и 1381 в 1969-70 — в среднем 43,8, 44,2 и 44,5 очка за игру. За свою университетскую карьеру, при росте 6’5 "(1,96 м), защитник набирал в среднем 44,2 очка за игру в 83 соревнованиях и возглавлял NCAA в подсчете очков за каждый из своих трех сезонов.
Давний университетский рекорд Маравича особенно примечателен, если принять во внимание три фактора:
- Во-первых, из-за правил NCAA, которые запрещали ему участвовать в студенческих соревнованиях в течение всего первого года обучения, Маравичу не дали возможности добавить к своей карьере целую четверть своего времени в Луизианском университете . В течение этого первого года Маравич набрал 741 очко в соревнованиях первокурсников[9].
- Во-вторых, Маравич играл до появления трехочковой линии. Это существенное различие породило предположения относительно того, насколько выше были бы его рекорды, учитывая его точность во время дальних бросков, и как такой компонент мог бы изменить, в общем, его игру. В статье для ESPN.com Боб Картер писал: «Хотя Маравич играл до […] появления трехочкового броска, он любил бросать с дальней дистанции»[11]. Сообщалось, что бывший тренер Луизианского университета, Дейл Браун, подсчитал броски Маравича, которые были реализованы и пришел к выводу, что, если бы его броски с трехочковой зоны были засчитаны, как три очка, среднее значение Маравича составило бы 57 очков за игру[12][13].
- В-третьих, правило 24 секунд, также, еще не было установлено в игре NCAA, во время карьеры Маравича в колледже. (Ограничение по времени владения мячом ускоряет игру, предписывает дополнительное количество попыток броска, устраняет задержку и увеличивает количество владений на протяжении всей игры, что приводит к более высокому общему счету.)[14]

Тем не менее, более 40 лет спустя многие из его рекордов в NCAA и Луизианском университете остаются в силе. Маравич был трижды в сборной команде США. Пит Маравич закончил свою карьеру в колледже в 1970 году на Национальном Пригласительном Турнире, где Луизианский университет занял четвёртое место.

## Профессиональная карьера

### Атланта Хокс

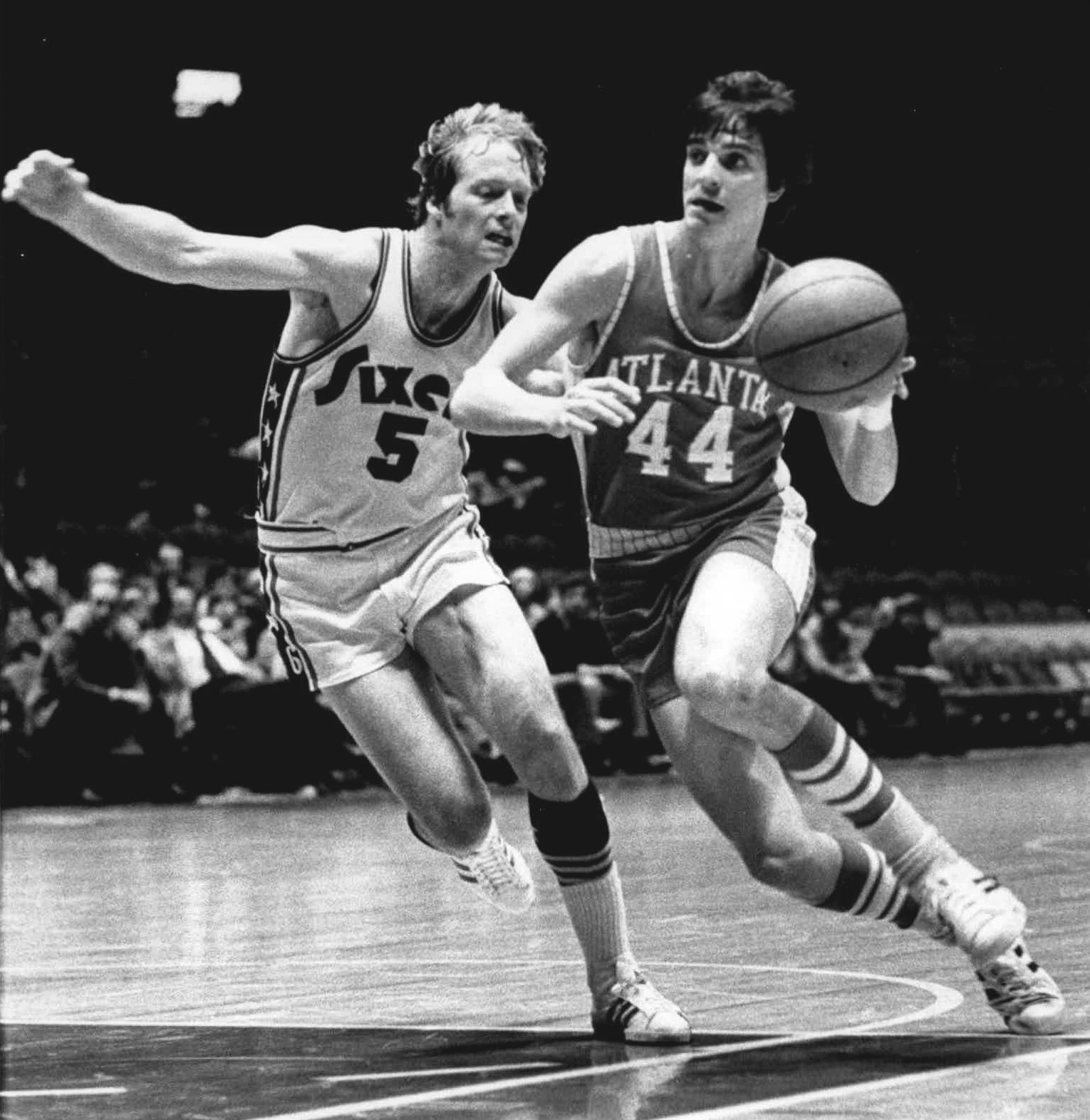
Маравич (с мячом) делает проход через Тома Ван Арсдейла в 1974 году

Атланта Хокс («Ястребы») выбрала Маравича в первом раунде драфта НБА 1970 года, где он играл под руководством Ричи Герина. В Атланте он чувствовал себя «не в своей тарелке», поскольку у «Ястребов» уже был первоклассный бомбардир на позиции защитника, Лу Хадсон. Фактически, яркий стиль Маравича резко контрастировал с консервативной игрой «Ястребов» и звездного центрового Уолта Беллами. Многие ветераны возмущались контрактом в 1,9 миллиона долларов, который Маравич подписал с командой — очень большая зарплата на тот момент.
Маравич появился в 81 игре и набирал, в среднем, 23,2 очка за игру — достаточно хороший результат, для того, что бы его избрали в Сборную новичков НБА . Ему удалось смешать свой стиль с товарищами по команде, настолько хорошо, что Хадсон добился высоких результатов в своей карьере, набрав 26,8 очка за игру. Несмотря на то, что команда достигла худших результатов — 36 побед и 46 поражений, на 12 побед меньше, чем в предыдущем сезоне — Ястребы вышли в плей-офф, но проиграли «Нью-Йорк Никс» в первом раунде.
Во время второго сезона, его средний результат упал до 19,3 очков за игру, и «Ястребы» закончили сезон с еще одним разочаровывающим результатом — 36 побед и 46 поражений. Они снова вышли в плей-офф и снова были выбиты в первом раунде. Тем не менее, Атланта боролась против «Бостон Селтикс». Маравич, в среднем, забил 27,7 очков в серии.
В третьем сезоне Маравич в среднем набирал 26,1 очков (5-е место в НБА) и делал 6,9 передачи за игру (6-е место в НБА). Он заработал 2063 очка за сезон, а Хадсон — 2029 очка. Ястребы взлетели, добившись лучших результатов — 46 побед и 36 поражений, но снова проиграли в первом раунде плей-офф. Тем не менее, сезон был достаточно хорош, и Маравич впервые в истории появился в Матче всех звезд НБА.
Следующий сезон (1973/1974) был его лучшим, по крайней мере, с точки зрения индивидуальных достижений. Маравич набирал 27,7 очков за игру — второе место в Лиге после Боба МакАду — и второй раз участвовал в Матче всех звезд НБА. Тем не менее, Атланта опустилась до неутешительных результатов — 35 побед и 47 поражений — и полностью пропустила плей-офф.

### Нью-Орлеан Джаз

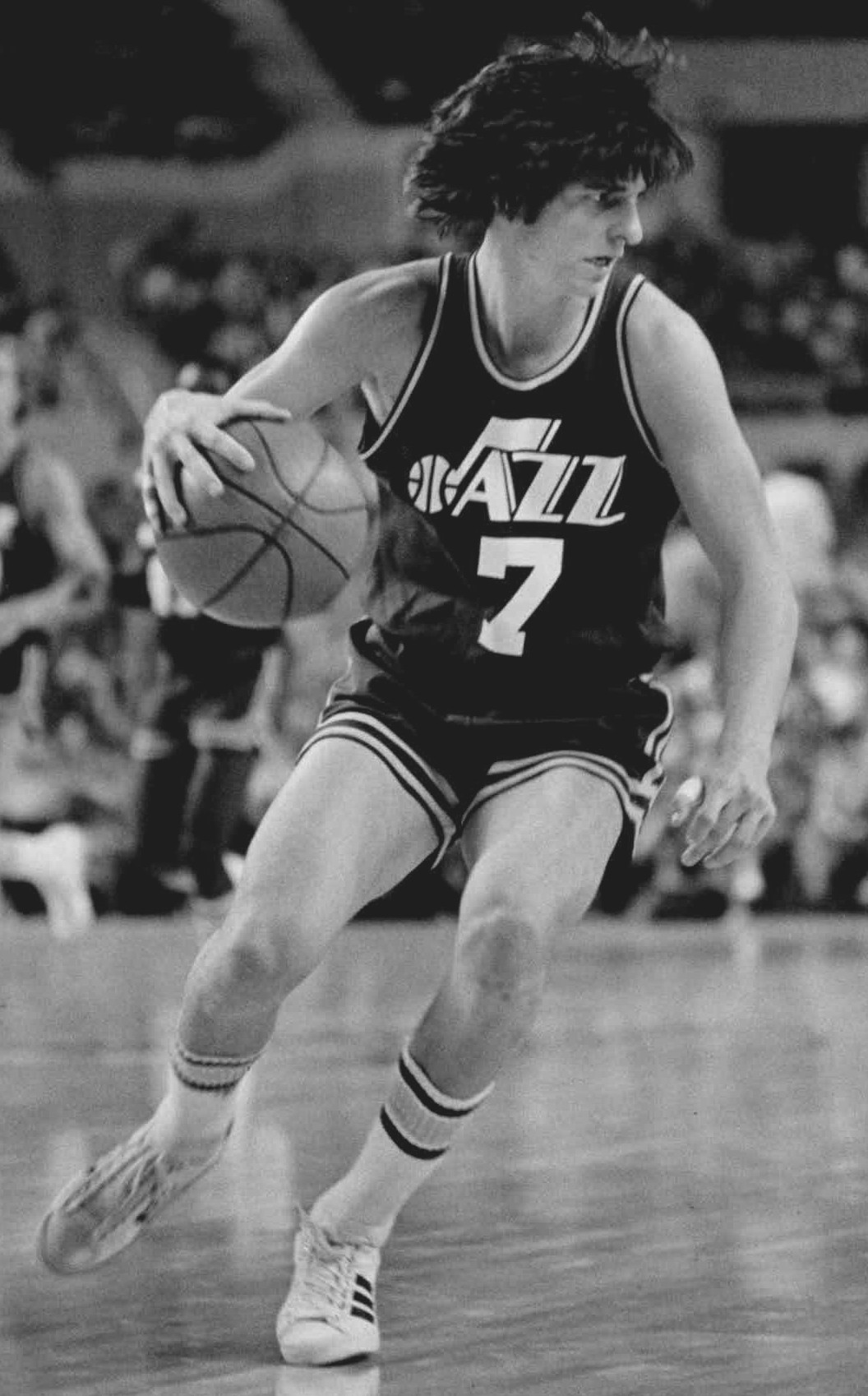
Маравич играет за Джаз в 1977

Нью-Орлеан Джаз искал что-то или кого-то, чтобы вызвать активность среди своих новых поклонников баскетбола. Благодаря своему захватывающему стилю игры, Маравич считался идеальным человеком для этой работы. Кроме того, он уже был знаменитостью в штате, благодаря своим достижениям в университете штата Луизианы . Чтобы приобрести Маравича, «Джаз» обменял двух игроков.
Команда активно боролась в своем первом сезоне. Маравич сумел набрать 21,5 очка за игру. Но результаты «Джаз» были неутешительные — 23 победы и 59 поражений — худшие в НБА.
Менеджмент Джаза сделал все возможное, чтобы Маравич получил сильную поддержку. Во втором сезоне (1975/1976) команда добилась 38 побед и 44 поражений, но не попала в плей-офф, несмотря на значительное улучшение. Маравич боролся с травмами, которые ограничили его всего 62 играми в этом сезоне, но он набирал в среднем 25,9 очков за матч (третье место после МакАду и Карима Абдул-Джаббара) и продолжил свои трюки, которые так радовали зрителей. В этом сезоне он был удостоен All-NBA First Team (это ежегодная награда Национальной баскетбольной ассоциации (NBA), присуждаемая лучшим игрокам лиги после каждого сезона NBA) первый раз.
Следующий сезон (1976/1977) был его самым продуктивным в НБА. Он лидировал в лиге по результативности, набирая в среднем 31,1 очка за игру. Он набрал 40 или более очков в 13 различных играх и 50 или более в 4 играх. Его 68 очковый шедевр против Никс был в то время самым большим количеством очков, когда-либо набранных защитником в одной игре, и только два игрока на других позициях набрали больше очков: Уилт Чемберлен и Элгин Бэйлор. Бэйлор был главным тренером Джаза в то время.
Маравич заработал свою третью игру в Матче Всех Звезд и был удостоен All-NBA First Team второй сезон подряд.
В следующем сезоне травмы обоих коленей заставили его пропустить 32 игры в сезоне 1977/1978. Несмотря на то, что он был лишен некоторой скорости и атлетизма, ему все же удалось набрать 27,0 очков за игру, а также он добавил 6,7 передачи за матч, что является его самым высоким средним показателем в составе Джаз. Многие из этих передач были отданы товарищу по команде, Траку Робинсону, который присоединился к команде во время межсезонья. В свой первый год в Новом Орлеане он набрал в среднем 22,7 очка и продемонстрировал лучший результат в лиге — 15,7 подборов за игру. Его присутствие помешало противникам сосредоточить свои оборонительные усилия полностью на Маравиче, и это улучшило результативность Джаза до отметки 39 побед, 43 поражения — чуть ли не впервые клуб вышел в плей-офф.
Проблемы с коленом мучили Маравича до конца его карьеры. В сезоне 1978/1979 он сыграл всего 49 игр. Он набирал 22,6 очка за игру в этом сезоне и участвовал последний пятый раз в Матче Всех Звезд. Но его способности забивать и проходить были серьезно нарушены. Команда, также, столкнулась с серьезными финансовыми проблемами. Руководство стало отчаянно пытаться внести некоторые изменения. В 1979 году владелец команды, Сэм Баттистон, перевез «Джаз» в Солт-Лейк-Сити.

## Финальный сезон
«Юта Джаз» начала играть в сезоне 1979/1980. Маравич переехал с командой в Солт-Лейк-Сити, но проблемы с коленом были хуже, чем когда-либо. Он появился в 17 играх в начале сезона, но его травмы не позволили ему много тренироваться, и у нового тренера, Тома Ниссалке, было строгое правило, что игроки, которые не тренировались, не могли играть в матчах. Таким образом, к большому разочарованию поклонников Юты, Маравич сидел на скамейке запасных 24 игры. За это время Адриан Дентли стал игроком франшизы команды.
В 1980 году Маравич подписал контракт с «Селтикс», лучшей командой лиги того года, во главе с суперзвездой-новичком Ларри Бёрдом. Маравич приспособился к новой роли помощника на полставки. Он помог команде установить новый результат, 61 победа и 21 поражение в регулярном сезоне, который был лучший в лиге. Впервые, со времен ранней карьеры в Атланте, Маравич смог принять участие в плей-офф НБА. Он играл в девяти играх во время плей-офф, но «Селтикс» проиграл Джулиусу Ирвингу и «Филадельфии». В плей-оффе его новая команда достигла финала Восточной Конференции.
Понимая, что его проблемы с коленом никогда не исчезнут, Маравич ушел в отставку в конце этого сезона. НБА ввел трехочковый бросок, как раз к последнему сезону Маравича в лиге. Он всегда славился бросками с дальней дистанции, а его последний год представил официальную статистическую оценку его способностям. Ограниченный игровым временем в Юте и Бостоне, он добился 10 попаданий из 15 трехочковых бросков, тем самым добившись 66,7 % попадания из-за дуги.
За десятилетнюю карьеру в НБА Маравич сыграл в 658 играх, набирая в среднем 24,2 очка и 5,4 передачи за матч. В 1985 году под своды дворца спорта, где играла Юта Джаз, была поднята его майка с номером 7. В 1987 году он был включен в Зал славы баскетбола Нейсмита.

## Последние годы и смерть
После того, как осенью 1980 года травмы вынудили его закончить карьеру, Маравич стал затворником на два года. Несмотря на все это, Маравич сказал, что находится в поисках «жизни». Он пробовал практиковать йогу и индуизм, читал монаха-трапписта, Томаса Мертона, «Семиэтажная гора» и интересовался уфологией, изучением неопознанных летающих объектов. Он, также, исследовал вегетарианство и макробиотику. В конце концов, он стал глубоко верующим, приняв Евангельское Христианство. За несколько лет до смерти Маравич сказал: «Я хочу, чтобы меня запомнили как христианина, человека, который служит Ему Иисусу в высшей степени, а не как баскетболиста».
5 января 1988 года Маравич потерял сознание и умер от сердечной недостаточности в возрасте 40 лет, во время баскетбольного матча в спортзале в Первой Церкви Назарянина в Пасадине, Калифорния. В этой игре участвовал один из ведущих христианских семейных психологов в США, Джеймс Добсон. Как оказалось, Маравич вылетел из своего дома в Луизиане, чтобы записать эпизод для радиошоу Добсона, которое вышло, позже, в тот же день. Добсон сказал, что последние слова Маравича, менее чем за минуту до его смерти, были: «Я чувствую себя прекрасно. Я просто чувствую себя великолепно». Вскрытие показало, что причиной смерти являлся редкий врожденный порок сердца — у него отсутствовала левая коронарная артерия, сосуд, который снабжает кровью мышечные волокна сердца. Его правая коронарная артерия была сильно увеличена, так как компенсировала дефект.
За 15 лет до этого, Пит Маравич сказал в одном из интервью: «Я не хочу провести в НБА 10 сезонов, а потом умереть в 40 лет от остановки сердца». Эти слова оказались пророческими. Маравич умер через год после кончины отца и через несколько лет после того, как его мать покончила жизнь самоубийством. Маравич похоронен в Батон-Руж, штат Луизиана.

## Наследие
У Маравича осталась жена Джеки и двое сыновей — восьмилетний Джейсон и пятилетний Джош. Только в прошлом году Маравич взял Джейсона на Матч всех звезд НБА 1987 года в Сиэтле, штат Вашингтон, и представил его Майклу Джордану. Так как дети Маравича были очень маленькими, когда он умер, Джеки Маравич, изначально, защищала их от нежелательного внимания средств массовой информации, даже не позволив Джейсону и Джошу присутствовать на похоронах их отца. Однако, склонность к баскетболу оказалась наследственной чертой. Во время интервью USA Today 2003 года, Джейсон сказал, что, когда он был еще малышом, «мой папа передал мне тягу к баскетболу, и с тех пор меня зацепило…. Мой папа сказал, что я бросал и промазывал, и я разозлился, и я продолжал бросать. Он сказал, что его отец говорил ему то же самое».
Оба его сыновей, в конечном итоге, были вдохновлены игрой в баскетбол в старших классах и в колледжах — Джош учился в alma mater своего отца, университет штата Луизиана.
27 июня 2014 года губернатор, Бобби Джиндал, предложил Луизианскому университету воздвигнуть статую Маравича возле Центра Собраний, который уже носит имя баскетбольной звезды. В феврале 2016 года Комитет Спортивного Зала славы Луизианского университета единодушно одобрил предложение установить в университетском городке статую в честь Маравича.

## Памятные вещи
Несвоевременная смерть Маравича и таинственность сделали памятные вещи, связанные с ним, одними из самых дорогих из всех предметов коллекционирования в баскетболе. Игровые майки Маравича приносят на аукционе больше денег, чем аналогичные предметы от кого-либо, кроме Джорджа Микана. Подписанный игровой мяч с его 68-очкового матча, 25 февраля 1977 года, был продан за 131 450 долларов на аукционе «Наследие» 2009 года.

## Награды, книги, фильмы и песни
- В 1987 году, примерно за год до своей смерти, Маравич стал соавтором автобиографии под названием «Наследник мечты», в которой много внимания уделялось его жизни после ухода из баскетбола и его последующей преданности христианству.
- После смерти Маравича, губернатор Луизианы Бадди Рёмер подписал прокламацию, официально переименовав внутренний двор университета штата Луизианы в Центр Собраний Пита Маравича.
- В 1991 году вышел биографический фильм под названием «Пистолет: Рождение легенды», драматизирующий его 8-й сезон.
- В 1996 году он был назван одним из 50 величайших игроков в истории НБА, в состав которого вошли историки, игроки и тренеры НБА. Он был единственным умершим игроком в списке. На Матче всех звезд НБА 1997 года в Кливленде, он был представлен двумя сыновьями.
- В 2001 году на CBS дебютировал всеобъемлющий 90-минутный документальный фильм «Пистолет Пит: жизнь и времена Пита Маравича».
- В 2005 году кабельный канал ESPNU назвал Маравича величайшим баскетболистом колледжа всех времен.
- В 2007 году были выпущены две биографии Маравича: Маравич, Уэйна Федермана и Маршала Террилли и Пистолет, Марка Кригеля.
- Группа Ziggens из Южной Калифорнии написала песню о Маравиче под названием «Pistol Pete» («Пистолет Пит»)[30].
- Маравич — один из двух игроков (наряду с Уилтом Чемберленом), за которыми закреплены номера в трёх клубах НБА — номер 7 в «Юта Джаз» и «Нью-Орлеан Пеликанс» и номер 44 в «Атланта Хокс», причём за «Пеликанс» Маравич никогда не играл.

## Университетские награды
- Обладатель ежегодной баскетбольной награды, вручаемой лучшему мужскому баскетболисту Национальной ассоциацией студенческого спорта первого дивизионе (NCAA I) (1970)
- Обладатель Ежегодной Награды, которая вручается за выдающиеся достижения в студенческом мужском баскетболе Ассоциацией баскетбольных журналистов — Приз имени О́скара Ро́бертсона д(1969, 1970)
- Лауреат Премии Нейсмита (1970)
- Баскетболист года в колледже Helms Foundation (1970)
- Баскетболист года колледжа UPI (1970)
- Награда «Баскетболист года колледжа Ассошиэйтед Пресс» (1970)

## Статистика

### Статистика в НБА
| Сезон                                                                                    | Команда         | Регулярный сезон | Регулярный сезон | Регулярный сезон | Регулярный сезон | Регулярный сезон | Регулярный сезон | Регулярный сезон | Регулярный сезон | Регулярный сезон | Регулярный сезон | Регулярный сезон | Серия плей-офф | Серия плей-офф | Серия плей-офф | Серия плей-офф | Серия плей-офф | Серия плей-офф | Серия плей-офф | Серия плей-офф | Серия плей-офф | Серия плей-офф | Серия плей-офф |
| Сезон                                                                                    | Команда         | GP               | GS               | MPG              | FG%              | 3P%              | FT%              | RPG              | APG              | SPG              | BPG              | PPG              | GP             | GS             | MPG            | FG%            | 3P%            | FT%            | RPG            | APG            | SPG            | BPG            | PPG            |
| ---------------------------------------------------------------------------------------- | --------------- | ---------------- | ---------------- | ---------------- | ---------------- | ---------------- | ---------------- | ---------------- | ---------------- | ---------------- | ---------------- | ---------------- | -------------- | -------------- | -------------- | -------------- | -------------- | -------------- | -------------- | -------------- | -------------- | -------------- | -------------- |
| 1970/71                                                                                  | Атланта         | 81               |                  | 36,1             | 45,8             |                  | 80,0             | 3,7              | 4,4              |                  |                  | 23,2             | 5              |                | 39,8           | 37,7           |                | 69,2           | 5,2            | 4,8            |                |                | 22,0           |
| 1971/72                                                                                  | Атланта         | 66               |                  | 34,9             | 42,7             |                  | 81,1             | 3,9              | 6,0              |                  |                  | 19,3             | 6              |                | 36,5           | 44,6           |                | 81,7           | 5,3            | 4,7            |                |                | 27,7           |
| 1972/73                                                                                  | Атланта         | 79               |                  | 39,1             | 44,1             |                  | 80,0             | 4,4              | 6,9              |                  |                  | 26,1             | 6              |                | 39,0           | 41,9           |                | 79,4           | 4,8            | 6,7            |                |                | 26,2           |
| 1973/74                                                                                  | Атланта         | 76               |                  | 38,2             | 45,7             |                  | 82,6             | 4,9              | 5,2              | 1,5              | 0,2              | 27,7             | Не участвовал  | Не участвовал  | Не участвовал  | Не участвовал  | Не участвовал  | Не участвовал  | Не участвовал  | Не участвовал  | Не участвовал  | Не участвовал  | Не участвовал  |
| 1974/75                                                                                  | Нью-Орлеан Джаз | 79               |                  | 36,1             | 41,9             |                  | 81,1             | 5,3              | 6,2              | 1,5              | 0,2              | 21,5             | Не участвовал  | Не участвовал  | Не участвовал  | Не участвовал  | Не участвовал  | Не участвовал  | Не участвовал  | Не участвовал  | Не участвовал  | Не участвовал  | Не участвовал  |
| 1975/76                                                                                  | Нью-Орлеан Джаз | 62               |                  | 38,3             | 45,9             |                  | 81,1             | 4,8              | 5,4              | 1,4              | 0,4              | 25,9             | Не участвовал  | Не участвовал  | Не участвовал  | Не участвовал  | Не участвовал  | Не участвовал  | Не участвовал  | Не участвовал  | Не участвовал  | Не участвовал  | Не участвовал  |
| 1976/77                                                                                  | Нью-Орлеан Джаз | 73               |                  | 41,7             | 43,3             |                  | 83,5             | 5,1              | 5,4              | 1,2              | 0,3              | 31,1             | Не участвовал  | Не участвовал  | Не участвовал  | Не участвовал  | Не участвовал  | Не участвовал  | Не участвовал  | Не участвовал  | Не участвовал  | Не участвовал  | Не участвовал  |
| 1977/78                                                                                  | Нью-Орлеан Джаз | 50               |                  | 40,8             | 44,4             |                  | 87,0             | 3,6              | 6,7              | 2,0              | 0,2              | 27,0             | Не участвовал  | Не участвовал  | Не участвовал  | Не участвовал  | Не участвовал  | Не участвовал  | Не участвовал  | Не участвовал  | Не участвовал  | Не участвовал  | Не участвовал  |
| 1978/79                                                                                  | Нью-Орлеан Джаз | 49               |                  | 37,2             | 42,1             |                  | 84,1             | 2,5              | 5,0              | 1,2              | 0,4              | 22,6             | Не участвовал  | Не участвовал  | Не участвовал  | Не участвовал  | Не участвовал  | Не участвовал  | Не участвовал  | Не участвовал  | Не участвовал  | Не участвовал  | Не участвовал  |
| 1979/80                                                                                  | Юта Джаз        | 17               |                  | 30,7             | 41,2             | 63,6             | 82,0             | 2,4              | 3,2              | 0,9              | 0,2              | 17,1             | Не участвовал  | Не участвовал  | Не участвовал  | Не участвовал  | Не участвовал  | Не участвовал  | Не участвовал  | Не участвовал  | Не участвовал  | Не участвовал  | Не участвовал  |
| 1979/80                                                                                  | Бостон          | 26               |                  | 17,0             | 49,4             | 75,0             | 90,9             | 1,5              | 1,1              | 0,3              | 0,1              | 11,5             | 9              |                | 11,6           | 49,0           | 33,3           | 66,7           | 0,9            | 0,7            | 0,3            | 0,0            | 6,0            |
|                                                                                          | Всего           | 658              |                  | 37,0             | 44,1             | 66,7             | 82,0             | 4,2              | 5,4              | 1,4              | 0,3              | 24,2             | 26             |                | 29,1           | 42,3           | 33,3           | 78,4           | 3,7            | 3,8            | 0,3            | 0,0            | 18,7           |
| Наведите курсор мыши на аббревиатуры в заголовке таблицы, чтобы прочесть их расшифровку. |                 |                  |                  |                  |                  |                  |                  |                  |                  |                  |                  |                  |                |                |                |                |                |                |                |                |                |                |                |